# Pier Svan
Pier Svan, né le 3 avril 1963, est un pilote de rallyes suédois.

## Biographie
Il commence la compétition automobile en 1987 au rallye du sud de la Suède sur Volkswagen Golf GTi. Sa première participation à son rallye national a lieu en 1991 sur Opel Corsa GSI. Il participe 11 fois consécutivement à ce dernier, jusqu'à son arrêt de la compétition en 2001.
Il obtient une 4e place en compétition mondiale lors du rallye de Finlande en 1995 (2L. WR), sur Opel Astra GSI 16V avec son copilote durant plus de 10 ans, Johan Olsson.
Il obtient également de nombreuses victoires dans son pays en groupe A classes 7/8.

## Palmarès

### Titres en rallye
- Triple Champion de Suède des rallyes du Groupe a, en 1997, 1999 et 2001, sur Opel Astra GSI 16V (2) puis Kit Car (1);

### Victoire notable en ERC et championnat de Suède
- Rallye du sud de la Suède, en 1999 sur Opel Astra Kit Car.